# Condecoração Pro Virtute
A Condecoração Pro Virtute (em inglês:  Pro Virtute Decoration), letras pós-nominais PVD, é uma condecoração militar por bravura que foi instituída pela República da África do Sul em 1987. Foi concedida a oficiais da Força de Defesa Sul-Africana pela conduta distinta e liderança excepcional durante operações de combate em campanha.

## As Forças Armadas Sul-africanas
As Forças de Defesa da União (em inglês:  Union Defence Forces, UDF) foram estabelecidas em 1912 e renomeadas como Força de Defesa da África do Sul (em inglês:  South African Defence Force, SADF) em 1958. Em 27 de abril de 1994, foi integrada com outras seis forças independentes na Força de Defesa Nacional da África do Sul (em inglês:  South African National Defence Force, SANDF).

## Instituição
A Condecoração Pro Virtute, letras pós-nominais PVD, foi instituída pelo Presidente do Estado em 1987. O prêmio equivalente para outras categorias foi a Medalha Pro Virtute.

## Critérios de agraciamento
A condecoração poderia ser concedida a oficiais das Forças de Defesa da África do Sul por conduta distinta e liderança excepcional durante operações de combate em campanha. A barra, instituída em 1993, poderia ser concedida por outro ato semelhante de liderança em combate.

## Ordem de uso
A posição da Condecoração Pro Virtute na ordem oficial de precedência foi revista três vezes depois de 1975, para acomodar a inclusão ou instituição de novas condecorações e medalhas, primeiro com a integração na Força de Defesa Nacional Sul-Africana em 27 de Abril de 1994, novamente em Abril de 1996, quando as condecorações e medalhas foram instituídas tardiamente para as duas antigas forças não estatutárias, o Exército de Libertação do Povo Azaniano e Umkhonto we Sizwe, e finalmente com a instituição de um novo conjunto de prêmios em 27 de abril de 2003.

### Força de Defesa Sul-Africana até 26 de abril de 1994
- Ordem de precedência oficial da SADF:
  - Precedido pela Honoris Crux (1975) (HC).
  - Sucedido pela Decoração Cruzeiro do Sul (SD).[8]
- Ordem de precedência oficial nacional:
  - Precedido pela Cruz da Polícia por Bravura (PCF).
  - Sucedido pela Condecoração Cruzeiro do Sul (SD).[8]

### Força de Defesa Nacional Sul-Africana de 27 de abril de 1994
- Ordem de precedência oficial da SANDF:
  - Precedido pela Cruz por Bravura da República de Transkei.
  - Sucedido pela Condecoração do Cruzeiro do Sul (SD) da República da África do Sul.[9]
- Ordem de precedência oficial nacional:
  - Precedido pela Cruz da Polícia pela Bravura (PCF) da República da África do Sul.
  - Sucedido pela Decoração do Cruzeiro do Sul (SD) da República da África do Sul.[9]

### Força de Defesa Nacional Sul-Africana de abril de 1996
- Ordem de precedência oficial da SANDF:
  - Precedido pela Estrela por Bravura em Prata (SBS) de Umkhonto we Sizwe.
  - Sucedido pela Decoração do Cruzeiro do Sul (SD) da República da África do Sul.[9]
- Ordem de precedência oficial nacional:
  - Precedido pela Estrela por Bravura em Prata (SBS) de Umkhonto we Sizwe.
  - Sucedido pela Condecoração do Cruzeiro do Sul (SD) da República da África do Sul.[9]

### Força de Defesa Nacional Sul-Africana de 27 de abril de 2003
- Ordem de precedência oficial da SANDF:
  - Precedido pelo Nkwe ya Selefera (NS) da República da África do Sul.
  - Sucedido pela Condecoração do Cruzeiro do Sul (SD) da República da África do Sul.[9]
- Ordem de precedência oficial nacional:
  - Precedido pela Condecoração Mendi por Bravura, Prata (MDS) da República da África do Sul.
  - Sucedido pela Condecoração do Cruzeiro do Sul (SD) da República da África do Sul.[9]

## Descrição

### Anverso
A Condecoração Pro Virtute é uma cruz maltesa de cinco braços em ouro 9 quilates, com um braço apontando para baixo, que se ajusta em um círculo de 45 milímetros de diâmetro. Os braços da cruz são em esmalte branco, com o brasão de armas da África do Sul pré-1994 num círculo em esmalte vermelho no centro. As protéas cruzadas prendem os dois braços superiores da cruz de Malta ao suspensório da fita, o qual é uma barra decorada com folhas.

### Reverso
O reverso não tem decoração e traz a inscrição "PRO VIRTUTE".

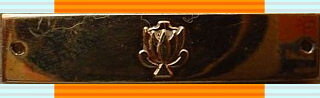
Condecoração Pro Virtute e barra.

### Barra
A barra é prateada e tem um emblema representando uma protéa gravada ao centro. A mesma barra foi utilizada para indicar múltiplas premiações da Condecoração Pro Virtute, Condecoração do Cruzeiro do Sul, Condecoração Pro Merito e Condecoração Ad Astra.

### Barreta
A barreta tem 32 milímetros de largura, com uma faixa central laranja de 21 milímetros de largura entre duas faixas azuis claras de 5½ milímetros de largura, e está pendurada em um broche retangular que é, assim como a barra suspensa, decorado com folhas.

## Descontinuação
A atribuição da Condecoração Pro Virtute foi interrompida em relação aos serviços prestados em ou após 27 de abril de 2003.
Dado que não estava prevista uma situação como a Batalha de Bangui na República Centro-Africana, de 22 a 24 de março de 2013, a condecoração não foi substituída por uma honraria semelhante para distinguir entre liderança sob fogo e liderança em condições não-operacionais. Este combate foi descrito como uma das acções mais difíceis que os militares sul-africanos alguma vez experimentaram, durante a qual dois oficiais demonstraram uma liderança de combate excepcional para derrotar uma força bem armada, estimada entre 4.000 e 7.000, com apenas 200 homens.